# کنستانتی
کنستانتی (به اسپانیایی: Constantí) یک شهرستان در اسپانیا است که در استان تاراگونا واقع شده‌است.

## خصوصیات
کنستانتی ۳۰٫۹۴ کیلومترمربع مساحت و ۶٬۵۹۲ نفر جمعیت دارد و ۸۷ متر بالاتر از سطح دریا واقع شده‌است.